# Quersoneso (ciudad)
Quersoneso (en griego antiguo: Χερσόνησος, romanizado: Jersónesos;, en latín: Chersonesus;  en ucraniano: Херсонес; en ruso: Херсонес; en antiguo eslavo oriental Корсунь, romanizado:  Korsún) fue una antigua colonia griega fundada aproximadamente hace unos 2500 años en la parte suroeste de Crimea, conocida como Táurica. La colonia fue establecida en el siglo VI a. C. por colonos de Heraclea Póntica. En 2013, la UNESCO incluyó a Quersoneso como Patrimonio de la Humanidad.
Estaba situada en la costa del mar Negro a las afueras de Sebastopol en Crimea, a 2 km al oeste del centro de la ciudad. Allí es referida como Khersones. Fue apodada la «Pompeya ucraniana» y la «Troya rusa». El nombre de Chersonesos en griego significa simplemente 'isla continental' o 'península', y describe acertadamente el sitio en el que la colonia fue establecida. No debe ser confundida con el Quersoneso Táurico, nombre aplicado a todo el sur de Crimea, la Táurica.
Durante gran parte del periodo clásico la ciudad fue una democracia gobernada por un grupo de arcontes y un consejo llamado los Damiorgi. Con el tiempo el gobierno se volvió oligárquico, con el poder concentrado en las manos de los arcontes.  Una forma de declaración de juramento por todos los ciudadanos en el siglo III a. C. ha sobrevivido hasta hoy. En el 2013, la UNESCO le otortó a Quersonero el título de Patrimonio de la Humanidad.

## Toponimia
El lugar es también conocida en otros idiomas como Chersonese, Chersonesos, Cherson o Khersones. 

## Historia

### Colonia griega
Quersoneso fue una antigua colonia griega establecida en el siglo VI a. C. por colonos de Heraclea Póntica. En la ciudad era destacado el santuario a una divinidad llamada Pártenos, que era identificada por los griegos con Artemisa o Ifigenia, a la que los tauricos ofrecían sacrificios humanos.
A finales del siglo II, Quersoneso pasó a depender del Reino del Bósforo: El ejército de Mitrídates VI Eupátor, con su general Diofanto de Sinope, hacia el 110 a. C., liberó a Quersoneso de un asedio, y sometió a la mayoría de los príncipes escitas de Táurica; pero tras su regreso a sus cuarteles de invierno en Asia Menor, se produjo la sublevación de Palaco, primogénito de Escíloro, en alianza con los roxolanos. Diofanto se vio obligado a regresar con un cuerpo expedicionario de 6000 soldados y derrotó bajo los muros de Puerto Bello, una colonia de los quersonesitas, a un ejército muy superior.
Fue sometida por Roma, desde mediados del siglo I hasta el 370, cuando fue capturada por los hunos.

### Época Bizantina
Fue posesión bizantina durante la Edad Media, pero el gobierno bizantino fue leve; según Teófanes el Confesor y otros, Quersoneso fue la residencia del tudun (gobernante) jázaro a finales del 600. Hubo una pequeña guarnición más para su protección que para su control.
Bizancio la usó para dos cosas: como punto de observación para vigilar a las tribus bárbaras, y su aislamiento lo hizo un lugar popular de exilio para aquellos enfadados con los romanos o los últimos gobiernos bizantinos. Entre los más famosos «reclusos» estuvieron los papas Clemente I y Martín I, y el depuesto emperador bizantino Justiniano II. Fue una importante plaza comercial durante el gobierno bizantino.
Durante la Edad Media la ciudad fue conocida como Querson.

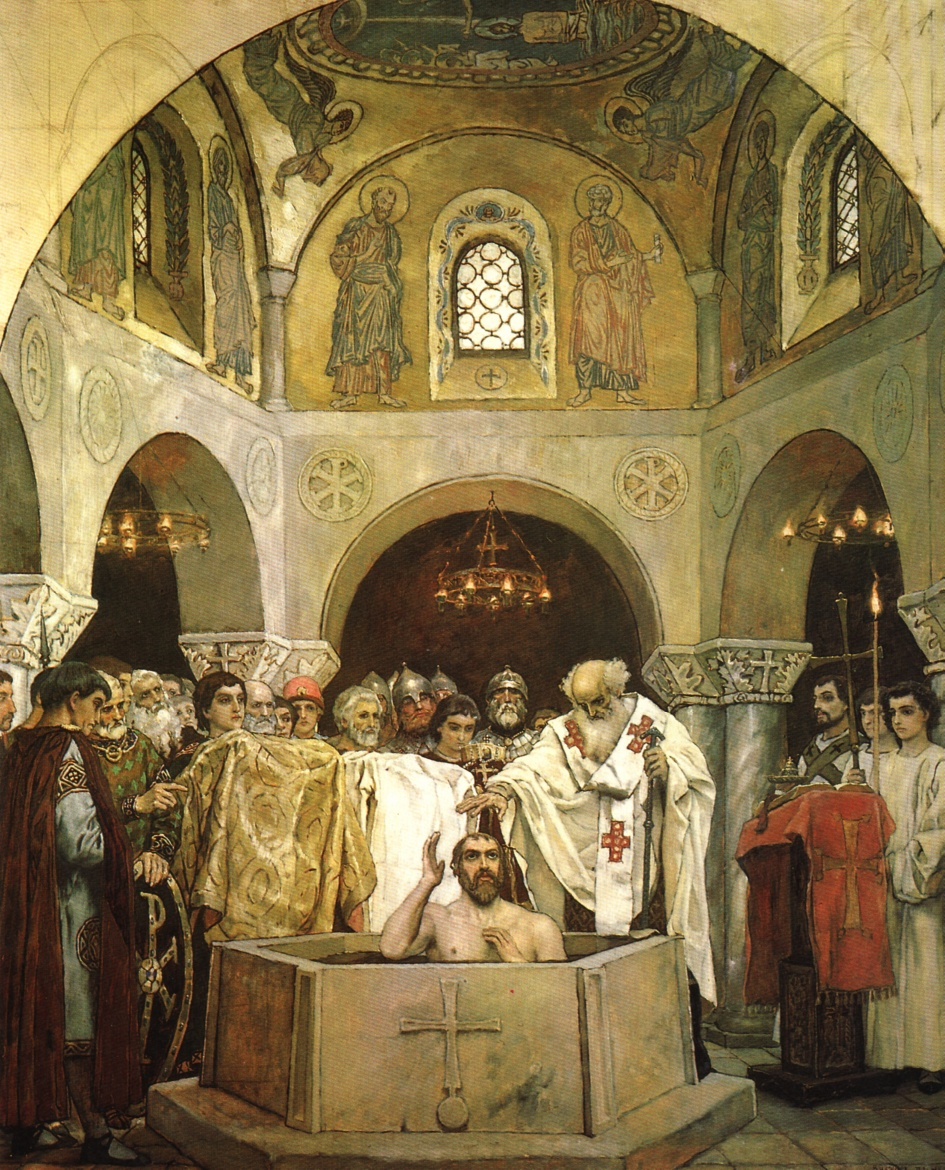
Bautismo del Santo Príncipe Vladímir en Korsún, Víktor Vasnetsov (1890).

En el 838 el emperador Teófilo envió al noble Petronas Kamateros, que había recientemente supervisado la construcción de la fortaleza jázara de Sarkel, a tomar el control directo sobre la ciudad y sus alrededores. Permaneció en manos bizantinas hasta el 980, cuando cayó ante la Rus de Kiev. Vladimiro el Grande consintió en evacuar la fortaleza sólo si Ana Porfirogéneta, hermana de Basilio II, le era entregada en matrimonio. La demanda causó un escándalo en Constantinopla, pues al ser una princesa imperial nunca podía casarse con no griegos. Como precondición para el acuerdo matrimonial, Vladimiro fue bautizado aquí en el 988, allanando así el camino hacia la cristianización de la Rus de Kiev. A partir de entonces Korsún fue evacuada.
Tras la Cuarta Cruzada Quersoneso pasó a depender del Imperio de Trebisonda, y cayó bajo el control genovés a principios de 1300. En 1299 la ciudad fue saqueada por los ejércitos de Nogai Kan.  Un siglo después fue destruida por Edigu y fue permanentemente abandonada.

### Historia eclesiástica
Quersoneso había sido una sede episcopal romana anterior al Cisma de Oriente, más tarde griega/ortodoxa, durante siglos, elevada tempranamente al rango de arzobispado, ya que se menciona como tal en las Notitia Episcopatuum; desapareció tras la conquista turca en 1475 y la destrucción de la ciudad.
A finales del siglo XIX, la catedral de San Vladímir (completada en 1892) fue construida en una pequeña colina; diseñada en estilo bizantino, tenía la intención de conmemorar el lugar del Bautizo de Vladímir.
En 1333, se estableció la Archidiócesis Católica Romana de Quersoneso en Zechia, pero parece que sólo tuvo un obispo, un dominico llamado Ricardo el Inglés. Hoy en día figura en la lista de la Iglesia Católica como arzobispado titular, y se llama específicamente Quersoneso en Zechia para evitar confusión con otras sedes llamadas Quersoneso.
En 2007, Quersoneso empató en el quinto lugar en la encuesta de las Siete Maravillas de Ucrania. El 13 de febrero de 2009, el ministro de Defensa ucraniano, Yuri Yejanúrov, pidió a la flota naval rusa del Mar Negro que trasladara su depósito de automóviles del lugar a otro lugar. La ubicación del depósito de automóviles de la flota naval rusa del Mar Negro fue uno de los obstáculos para la inclusión de la reserva en la lista de sitios del patrimonio mundial de la Unesco.
En 2017, los arqueólogos descubrieron en las afueras de Sebastopol fragmentos de un antiguo altar griego con figuras de dioses. En 2022, los investigadores analizaron restos de esqueletos humanos de una necrópolis en la parte norte de Quersoneso, que datan del período más temprano de la colonia (entre los siglos V y IV a. C.). La mayoría de los fallecidos fueron colocados en posición de entierro flexionada con las piernas agachadas y dobladas hacia el pecho, mientras que un número menor fue enterrado en posición extendida boca arriba con brazos y piernas estiradas. Los investigadores descubrieron que la mayoría de los individuos eran genéticamente similares entre sí, independientemente de la posición del entierro. Este resultado cuestiona la opinión generalizada de que la posición de los entierros en la región norte del Mar Negro estaba determinada por la ascendencia del difunto, con entierros flexibles pertenecientes a taurinos locales y entierros extendidos pertenecientes a colonos griegos.

## Sitio arqueológico
Las antiguas ruinas de Quersonesos están ahora ubicadas en uno de los suburbios de Sebastopol. Han sido excavadas desde 1827 por el entonces gobierno imperial ruso. Son una popular atracción turística, protegida por el estado como un parque arqueológico.
Los edificios mezclan influencias de las culturas griega, romana y bizantina.
La muralla defensiva tenía aproximadamente 3,5 kilómetros de largo, entre 3,5 y 4 metros de ancho, y entre 8 y 10 metros de alto, con torres que alcanzaban entre los 10 y 12 metros de altura. Las murallas encerraban un área de alrededor de 30 hectáreas. Entre las construcciones se incluyen un anfiteatro romano y un templo griego. El hecho de que el sitio no haya sido habitado desde el siglo XIV lo convierte en una representación importante de la vida bizantina.
La mayor porción del lugar es chora, varios kilómetros cuadrados de antiguas pero no baldías tierras de labranza, con restos de prensas de vino y torres defensivas. Según los arqueólogos, las evidencias sugieren que los pobladores locales fueron pagados por hacer el trabajo de la granja en lugar de trabajar como esclavos.
Las tumbas excavadas insinúan prácticas funerarias diferentes a las griegas. Cada piedra marca la tumba de un individuo, en vez del de una familia entera y las decoraciones incluyen sólo objetos como armas, en lugar de estatuas funerarias. En la mitad de las tumbas los arqueólogos han encontrado huesos de niños. Los restos quemados sugieren que la ciudad fue saqueada y destruida.
En 2007, Chersonesos empató en el quinto lugar en la encuesta de las Siete Maravillas de Ucrania.
El 13 de febrero de 2009, el ministro de Defensa de Ucrania, Yuriy Yekhanurov, instó a la Flota del Mar Negro de Rusia a trasladar su depósito de automóviles del sitio a otro lugar. La ubicación del depósito de automóviles de la Flota del Mar Negro rusa era uno de los obstáculos para que la reserva pudiera formar parte de la lista del Patrimonio Mundial de la UNESCO.
En 2017, arqueólogos descubrieron en las afueras de Sebastopol fragmentos de un antiguo altar griego con figuras de dioses.
En 2022, investigadores analizaron restos óseos humanos de una necrópolis en la parte norte de Chersonesos, que datan del periodo más temprano de la colonia (entre los siglos V y IV a. C.). La mayoría de los individuos fallecidos estaban enterrados en posición flexionada, con las piernas encogidas y dobladas hacia el pecho, mientras que un número menor fue enterrado en posición extendida, boca arriba, con brazos y piernas rectos. Los investigadores encontraron que la mayoría de los individuos eran genéticamente similares entre sí, independientemente de la posición del entierro. Este resultado desafía la opinión ampliamente aceptada de que la posición funeraria en la región del norte del mar Negro estaba determinada por la ascendencia del difunto, con entierros flexionados pertenecientes a los tauros locales, y entierros extendidos a colonos griegos.

### Basílica de 1935

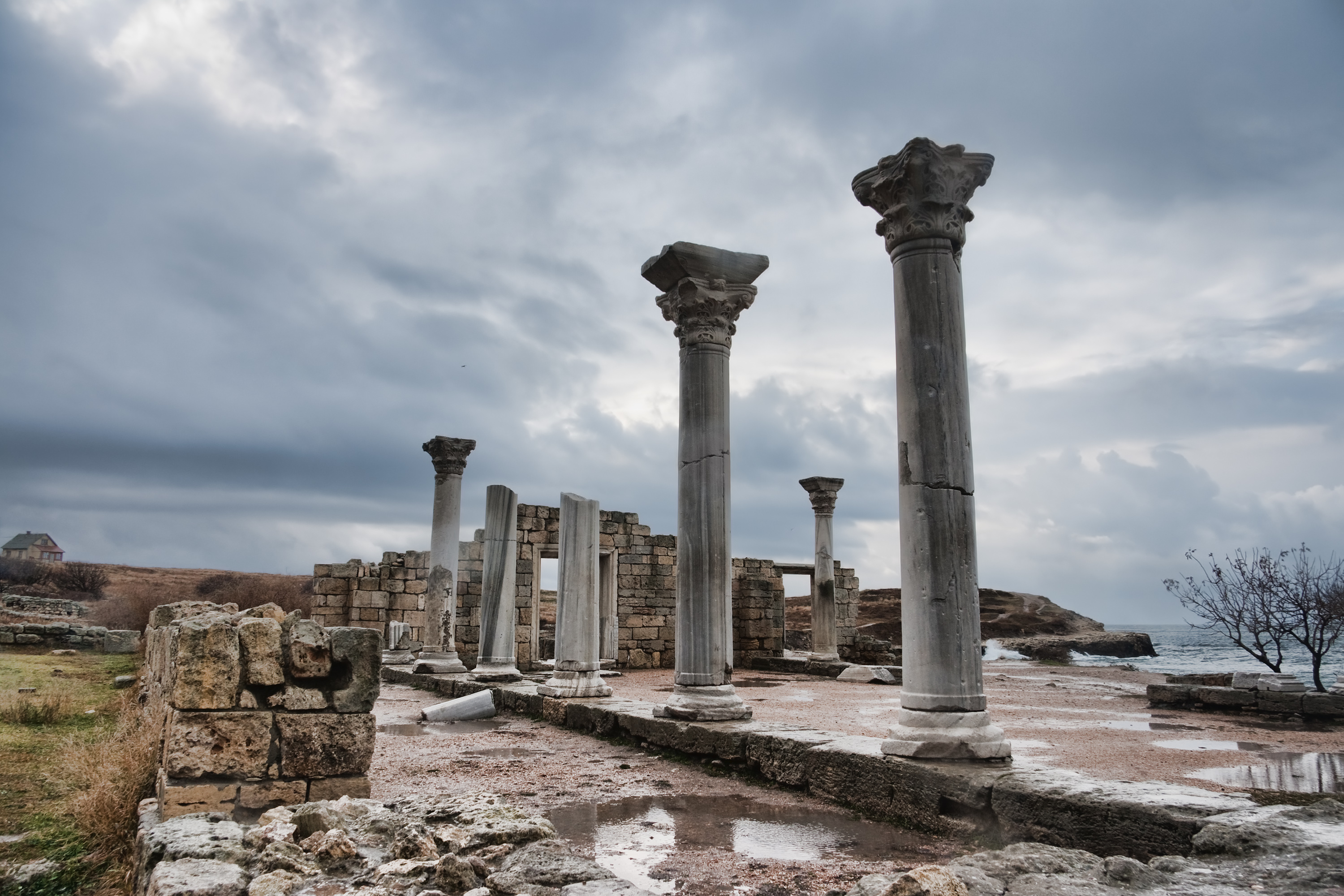
Basílica de 1935

La basílica de 1935 es la basílica más famosa excavada en Quersoneso. Se desconoce el nombre original, por lo que «1935» se refiere al año en que fue descubierto. La basílica probablemente fue construida en el siglo VI d. C. en el sitio de un templo anterior, que los historiadores suponen que era una sinagoga, que a su vez reemplazó a un pequeño templo que data de los primeros días del cristianismo. La basílica de 1935 se utiliza a menudo como imagen que representa a Quersoneso. Su imagen apareció en el billete ucraniano de 1 grivna en la serie de 1994.

### Museo
Además de los yacimientos arqueológicos, el museo alberga alrededor de 200.000 objetos más pequeños desde el siglo siglo V d. C. hasta el siglo XV, de los cuales más de 5.000 se exponen actualmente. Éstas incluyen:
- Textos antiguos, incluido el juramento de los ciudadanos de Quersoneso (siglo III a. C.),[22] decretos en honor a Diofanto (siglo II a. C.).[23]
- Una colección de monedas
- Un mosaico de guijarros blancos y negros y piedras de colores.
- Cerámica antigua.
- Fragmentos arquitectónicos, incluidos ábacos antiguos y medievales, relieves y restos de murales antiguos.

### Estudios actuales
El Instituto de Arqueología Clásica de la Universidad de Texas y el Parque Arqueológico local han investigado en el lugar desde 1992. En 2013, la Unesco eligió Quersoneso como Patrimonio de la Humanidad porque «considera que estas áreas muestran estilos de vida culturales y uso de la tierra de las poblaciones antiguas que habitaron estas áreas». El sitio, aun así, está en peligro por la expansión urbana y la erosión marina.
Durante la crisis de Crimea de 2014, Rusia anexionó la península de Crimea, pero la Unesco ha sostenido que seguirá reconociendo Crimea y sus sitios patrimoniales como pertenecientes a Ucrania.

## Problemas y controversias
La invasión de edificios modernos dentro y alrededor del antiguo sitio arqueológico, junto con la falta de financiación para evitar tales presiones de desarrollo, ha dejado el sitio de Quersoneso en grave riesgo.
En un informe de octubre de 2010 titulado Salvando nuestro patrimonio en desaparición, Global Heritage Fund identificó al sitio arqueológico de Quersoneso como uno de los 12 sitios en todo el mundo más «al borde» de una pérdida y destrucción irreparables, citando presiones de desarrollo y gestión insuficientes como causas principales.
El 29 de julio de 2015, el gobernador ruso de Sebastopol, Serguéi Meniailo, despidió al director de la Reserva Nacional de Táurida-Quersoneso, Andrey Kulagin. Luego nombró al sacerdote principal de la catedral ortodoxa rusa de San Vladimir en Quersoneso, Sergi Jaliuta, como nuevo director de la Reserva. Esta medida provocó acaloradas protestas por parte del personal de la Reserva, y los 109 miembros se negaron unánimemente a trabajar con el nuevo director. El conflicto atrajo una gran atención por parte de los medios de comunicación, sobre todo por sus connotaciones políticas, dado que Meniailo había sido nombrado gobernador por el presidente ruso Vladímir Putin, poco después de la anexión de Crimea por parte de Rusia en 2014. Los trabajadores afirman que el conflicto entre Meniailo y Kulagin comenzó en el 11 de julio, cuando Kulagin se quejó de un proyecto de construcción de una carretera en el territorio de la Reserva, que había sido aprobado por el gobernador Meniailo sin los permisos necesarios para las obras de construcción en áreas protegidas. Finalmente, bajo la presión de los trabajadores y la población local, el padre Sergi dimitió.